# Irissarry
Irissarry är en kommun i departementet Pyrénées-Atlantiques i regionen Nouvelle-Aquitaine i sydvästra Frankrike. Kommunen ligger i kantonen Iholdy som tillhör arrondissementet Bayonne. År 2022 hade Irissarry 892 invånare.

## Befolkningsutveckling
Antalet invånare i kommunen Irissarry
| Referens: INSEE |